# Steven Stucky
Steven Edward Stucky (* 7. November 1949 in Hutchinson, Kansas; † 14. Februar 2016 in Ithaca, New York) war ein US-amerikanischer Komponist und Hochschullehrer. 2005 wurde er mit dem Pulitzer Prize of Music ausgezeichnet.

## Leben und Werk
Steven Stucky studierte zunächst bei Richard Willis an der Baylor University, dann bis zu seinem Abschluss 1978 als Doctor of Musical Arts (DMA) an der Cornell University, wo ihn Robert Palmer, Burrill Phillips und Karel Husa unterrichteten. 
2005 erhielt Steven Stucky für sein 2004 durch die Los Angeles Philharmonic uraufgeführtes Second Concerto for Orchestra den Pulitzer Prize of Music, nachdem er bereits 1989 mit dem First Concerto for Orchestra einer der beiden Finalisten dieses Wettbewerbs gewesen war. Zu seinen zahlreichen weiteren Auszeichnungen zählen eine Guggenheim Fellowship und die Goddard Lieberson Fellowship der American Academy of Arts and Letters.
Stucky lehrte von 1980 bis 2014 an der Cornell University, deren Music Department er von 1992 bis 1997 auch leitete. Hinzu kamen Gastprofessuren für Komposition an der Eastman School of Music und der Temple University sowie die Ernest Bloch-Professur an der University of California, Berkeley. Seit 2014 lehrte er an der Juilliard School of Music. Überdies war Stucky ab 1988 für mehr als 20 Jahre Composer-in-Residence der Los Angeles Philharmonic.
Stucky, der auch als Dirigent und Autor tätig war – beispielsweise publizierte er das Buch Lutosławski and His Music (1981) –,  war Mitglied der American Academy of Arts and Letters und der American Academy of Arts and Sciences.
Steven Stuckys umfangreicher Werkkatalog reicht von großen Orchesterwerken und Oratorien (darunter August 4, 1964, entstanden 2007/08) bis hin zu A-cappella-Miniaturen für Chor, Klavierstücken und Kammermusik unterschiedlicher Besetzung. 2014 erlebte Stuckys einzige Oper The Classical Style mit einem Libretto von Jeremy Denk nach Charles Rosen ihre Uraufführung.